# أغمض وافتح (اختلال ضال)
«غمض وفتح» (بالإنجليزية: Peekaboo)‏ هي الحلقة السادسة للموسم الثاني من مسلسل إيه إم سي التلفزيوني الدرامي اختلال ضال. كتبها جي روبرتس وفينس غيليغان وأخرجها بيتر ميداك، بُثَّت على إيه إم سي في 12 أبريل 2009.

## وصلات خارجية
- «أغمض وافتح» على إيه إم سي (بالإنجليزية)
- «أغمض وافتح» على قاعدة بيانات الأفلام على الإنترنت (بالإنجليزية)